# Waschhaus (Jouy-le-Moutier)

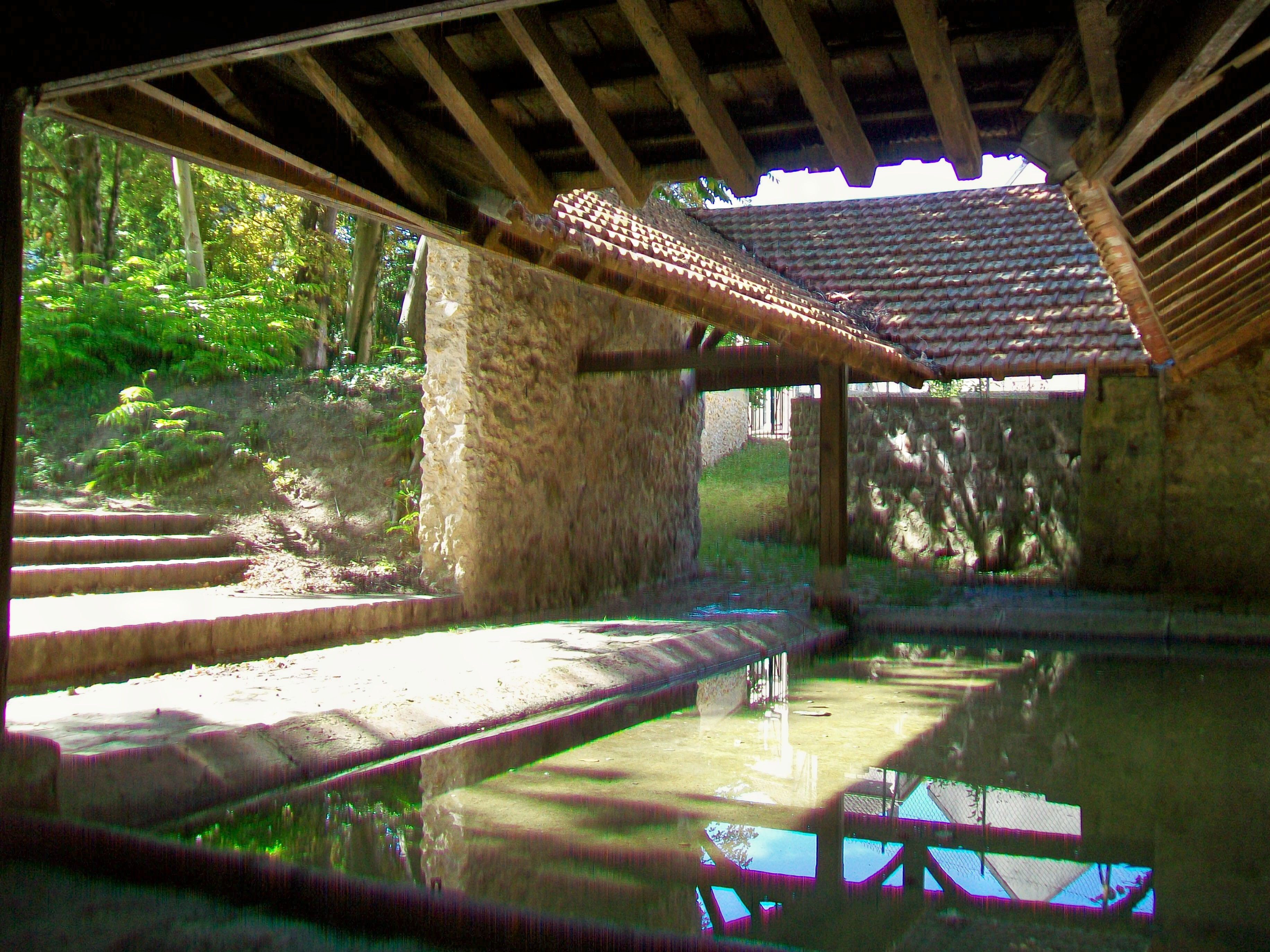
Waschhaus in Jouy-le-Moutier

Das Waschhaus (französisch lavoir) in Jouy-le-Moutier, einer französischen Gemeinde im Département Val-d’Oise in der Region Île-de-France, wurde im 19. Jahrhundert errichtet. Das öffentliche Waschhaus steht in der Grande-rue.
Das Waschhaus in der Form eines Impluviums ist an drei Seiten geschlossen, sodass die Wäscherinnen bei jedem Wetter geschützt waren. 